# Ly Jonaitis
Lidymar Carolina Jonaitis Escalona (Valencia, 12 de octubre de 1985) conocida como Ly Jonaitis, es una actriz, animadora y modelo venezolana. Jonaitis fue Miss Venezuela tras ser elegida el 14 de septiembre de 2006.
Al momento de su elección, Jonaitis tenía una estatura de 1,80 cm y unas medidas de 90-60-90. En el posterior Miss Universo 2007 fue elegida segunda finalista.

## Biografía
La familia paterna de Ly Jonaitis específicamente sus abuelos son oriundos de Lituania, de donde emigraron a Venezuela durante la Segunda Guerra Mundial y su familia materna es venezolana oriunda del estado Cojedes. Sus padres son el comerciante Valdis Jonaitis y la Doctora Marisol Escalona. Desde antes de coronarse como Miss Venezuela, Jonaitis trabajaba como modelo a nivel nacional e internacional, actividad que realizaba paralelamente a sus estudios de diseño de modas.
Fue descubierta por el diseñador Franco Montoro, y posteriormente fue becada por la Agencia de Modelos de Jacqueline Aguilera (Miss Mundo 1995). En 2003 fue seleccionada para el reality show "Modelos 2003" del canal de televisión venezolano Televen, en el cual resultó primera finalista. Como premio del concurso Jonaitis fue enviada como representante de Venezuela al concurso Super Model of The World de la agencia de modelaje Ford de Nueva York, EUA, en el cual también se alzó como finalista y con el premio de Miss Fotogénica.
Trabajó en París con la agencia Metropolitan Models y tras prepararse como representante del estado Guárico, participó en el Miss Venezuela 2006, ganando indiscutiblemente la corona. Dicho certamen tuvo lugar el 14 de septiembre en el Poliedro de Caracas, ahí mismo obtuvo las bandas como “El Mejor Rostro” y “La Mejor Cabellera”. 
El 28 de mayo de 2007, Jonaitis representó a Venezuela en el Miss Universo 2007, efectuado en el Auditorio Nacional de Ciudad de México, México. Dicho concurso fue ganado por Miss Japón, Riyo Mori, y la venezolana obtuvo el título de segunda finalista.
En 2009, comenzó su faceta como actriz en la telenovela venezolana "Los misterios del amor" y pasó a formar parte de la campaña publicitaria de las Chicas Pilsen para el 2010.
El 15 de abril de 2010, anunció públicamente su entrada a Televen para formar parte de la nueva etapa del segmento del Noticiero "Lo Actual", en horario matutino.
En enero de 2011, hizo su debut en las tablas en la exitosa comedia "De Velo y Corona", en 2012 acepta una participación especial en la novela venezolana "Nacer Contigo".
Actualmente es imagen de la Fundación "Juan Pablo, un ángel en la tierra" y podemos apreciar su talento como animadora a través de las pantallas de Televen en el programa "Especial con Ly Jonaitis" transmitido los sábados a las 7:30 p. m. por el canal venezolano Televen. 
Estuvo en el programa "Vitrina" junto a Leo Aldana y Andrea Matthies transmitido por Televen. Fue imagen del canal Cinemax en el que transmitía un segmento llamado "TV Break" junto al actor venezolano Eduardo Orozco durante el año 2014. En octubre de 2015 se casó con Kenny Díaz en la Isla de Margarita. Desde 2016 anima su propio Talk Show en Televen llamado "Especial con Ly Jonaitis". Tiene un hijo llamado Salvador nacido el 23 de agosto de 2018 y una hija, Sara Sofía nacida el 23 de junio de 2021.

## Programas de TV
| Teleseries      | Teleseries               | Teleseries    | Teleseries    | Teleseries |
| Año             | Programa                 | Canal         | Notas         |            |
| --------------- | ------------------------ | ------------- | ------------- | ---------- |
| 2016 - presente | Especial con Ly Jonaitis | Televen       | Conductora    |            |
| 2014            | Tv Break                 | Cinemax       | Comentarista  |            |
| 2013-2017       | Vitrina                  | Televen       | Animadora     |            |
| 2010-2013       | Lo Actual                | Televen       | Comentarista  |            |
| 2010-2013       | Chicas Pilsen            |               | Animadora     |            |
| 2007            | Miss Universo 2007       | NBC-Telemundo | 2da finalista |            |
| 2006            | Miss Venezuela 2006      | Venevisión    | Ganadora      |            |

## Telenovelas
| Teleseries | Teleseries             | Teleseries            | Teleseries             | Teleseries |
| Año        | Telenovela             | Personaje             | Papel                  | Canal      |
| ---------- | ---------------------- | --------------------- | ---------------------- | ---------- |
| 2014       | Nora                   | Carlota Figueira      | Participación Especial | Televen    |
| 2012       | Nacer contigo          | Maribel Serrillo Viel | Antagonista            | Televen    |
| 2009       | Los misterios del amor | Carolina Castilleja   | Antagonista            | Venevisión |